# Chiesa di San Giovanni Battista (Robecco sul Naviglio)
La chiesa di San Giovanni Battista è una parrocchiale di Robecco sul Naviglio, in città metropolitana ed arcidiocesi di Milano; fa parte del decanato di Magenta.

## Storia e descrizione
La chiesa fu edificata a partire dalla seconda metà del XVIII secolo e terminata attorno al 1790. Sostituì la precedente, di cui sopravvivono i resti all'interno del cortile denominato gèsa vègia, edificata nella seconda metà del Quattrocento e delocalizzata lungo la strada per Casterno. L'attuale edificio, costruito su disegno dell'architetto milanese Francesco Bernardino Ferrari fu elevato inizialmente su impianto a croce greca e rimase incompleto sino alla fine del XIX secolo, quando si decise di completarne la facciata e, contestualmente, di allungarne di due terzi la navata, trasformando la pianta in croce latina. Il disegno della nuova facciata venne affidato all'architetto milanese Alfonso Parrocchetti. La chiesa venne definitivamente consacrata nell'anno 1902. Risalgono agli anni ottanta del XX secolo gli interventi di ristrutturazione e adeguamento liturgico dettati dal Vaticano II..
All'interno si trovano alcune tele, tra cui alcune ascrivibili alla scuola di Camillo Procaccini, una Crocefissione di Simone Peterzano, oltre a due angeli di Andrea Appiani presso il crocifisso dell'altare maggiore, realizzati alla fine del XVIII secolo, ovvero quando il pittore milanese stava lavorando ad alcuni affreschi nella vicina Villa Gaia.
Il Crocifisso posto nell'altare laterale destro è databile tra la fine del XV e l'inizio del XVI secolo e ornava in precedenza l'interno della Chiesa di Santa Maria alla Scala, demolita per la costruzione del Teatro alla Scala nel 1774.
L'organo, posto in controfacciata sopra la bussola d'ingresso, è pregevole opera di Cesare e Giovanni Bernasconi, risalente al 1902. Lo strumento, restaurato nel 2010, incorpora un cospicuo numero di canne che appartenevano al precedente organo costruito da Eugenio Biroldi nel 1790.